# Вегберг-Вильденрат

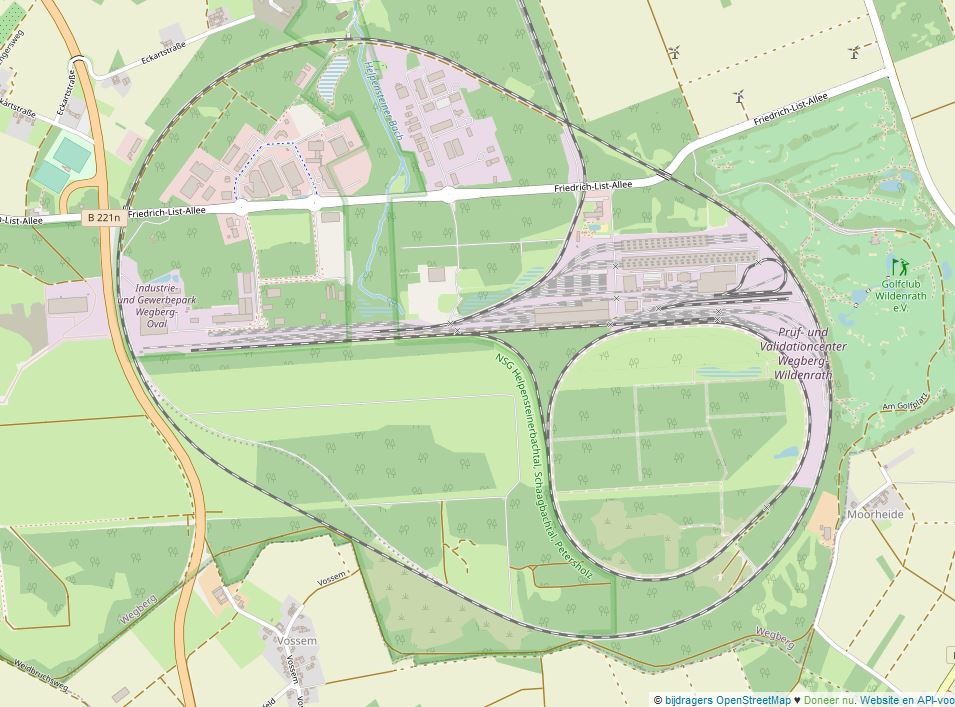
Схема кольца

Вегберг-Вильденрат — железнодорожный полигон для испытания подвижного состава и рельсов. Расположен в Германии (район Вильденрат города Вегберг, район Хайнсберг, земля Северный Рейн-Вестфалия). Построен в 1997 году компанией Siemens.

## Технические особенности

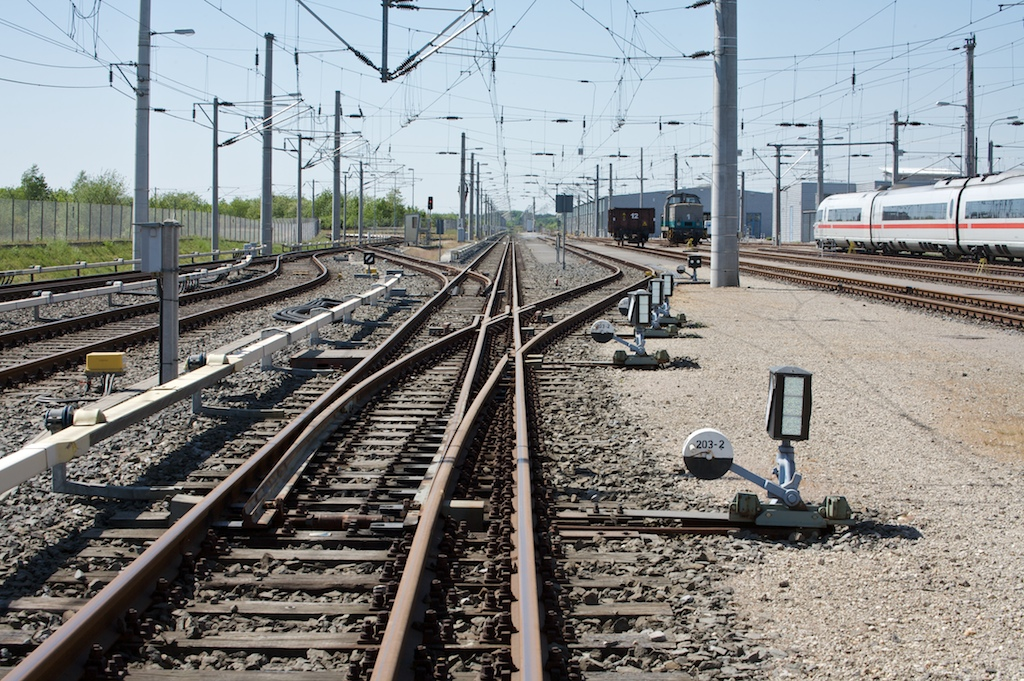
Трёхниточный путь колеи 1435 и 1000 мм, расходящийся на отдельные. Видна контактная сеть и контактный рельс для поездов метрополитена

На территории полигона расположены также производственно-технические помещения площадью 11 000 м². До 1992 года там была авиабаза Великобритании RAF Wildenrath.
На полигоне применяется колея 1435 и 1000 мм, при этом часть путей разной ширины колеи проложены как трёхниточные. Имеется электрификация верхней контактной сетью и боковым контактным рельсом (для подвижного состава метрополитена).
Испытательная зона включает:
- большое испытательное кольцо (T1) длиной 6082 м, имеющее ширину колеи 1435 мм и рассчитанное на скорость до 160 км/ч, с дополнительным альтернативным объездом (T6) представляющим собой S-образную кривую длиной 350 м.
- малое кольцо (T2) длиной 2485 м, имеющее ширину колеи 1435 мм и 1000 мм и рассчитанное на скорость до 100 км/ч, с альтернативным объездом S-образной формы.
- прямой участок (T3) длиной 1400 м, расположенный на площадке и имеющий ширину колеи 1435 мм и 1000 мм. Уширенная основная площадка позволяет уложить добавочный железнодорожный путь широкой колеи (Испания и страны Южной Америки) 1668 мм.
- участок (T4) c колеёй 1435 мм и 1000 мм, имеющий кривые малого радиуса с меняющимся знаком кривизны.
- участок (T5) с колеёй 1435 мм и 1000 мм, имеющий большие перепады уклонов и кривые малых радиусов.